# Gare routière internationale de Paris-Gallieni
Der Gare routière internationale de Paris-Gallieni ist der internationale Busbahnhof von Paris. Er liegt unmittelbar hinter der Ostgrenze der Stadt auf dem Gebiet der Gemeinde Bagnolet im Département Seine-Saint-Denis.

## Beschreibung
1993 eröffnet, ist er mit 6000 Quadratmetern Gesamtfläche der größte Busbahnhof Europas.
Paris-Gallieni verfügt über zwei Ebenen. Die erste Ebene dient dem Zustieg von Passagieren, der Registrierung, dem Ticketverkauf und der Information. Die zweite Ebene ist für Fahrzeuge und Taxis reserviert und dient dem Zu- und Ausstieg der Passagiere.
Der Busbahnhof ist täglich von 6 bis 23 Uhr geöffnet und liegt verkehrsgünstig nahe dem Boulevard périphérique. Es besteht Anschluss an die Autoroute A3 sowie im ÖPNV an die Pariser Métrolinie 3 und verschiedene Buslinien.